# Bromley (londýnský obvod)
Městská část Bromley, oficiální název – London Borough of Bromley, je městským obvodem na jihovýchodě Londýna a je součástí Vnějšího Londýna.
Obvod je svou rozlohou největším obvodem Velkého Londýna a jeho větší část je pokryta zelení. V severní a západní části a v okolí Biggin Hill na jihu je soustředěna hlavní část obyvatel.
Městská část vznikla v roce 1965 a zahrnuje bývalé části Beckenham Urban District, Municipal Borough of Bromley, Penge Urban District, Orpington Urban District a část Chislehurst a Sidcup Urban District. V roce 1969 byl Knockholt, dříve část Orpington urban district začleněn do Kentu.

## Zajímavá místa
- Anerley, kde je Crystal Palace
- Beckenham
- Bickley
- Biggin Hill
- Bromley s Bromley Park, Park Langley, Plaistow, Shortlands a Widmore
- Bromley Common
- Chelsfield
- Chislehurst a Chislehurst West
- Downe
- Elmstead
- Farnborough
- Green Street Green
- Hayes
- Keston
- Kevington
- Mottingham
- Orpington
- Penge
- Petts Wood
- Pratt's Bottom
- Shortlands
- Southborough
- St Mary Cray
- St Paul's Cray
- Sundridge
- West Wickham